# Pápigkon
Pápigkon (engelska: Papingo, Papigko) är en ort i Grekland.   Den ligger i prefekturen Nomós Ioannínon och regionen Epirus, i den nordvästra delen av landet, 300 km nordväst om huvudstaden Aten. Pápigkon ligger 927 meter över havet och antalet invånare är 211.
Terrängen runt Pápigkon är varierad. Runt Pápigkon är det mycket glesbefolkat, med 2 invånare per kvadratkilometer. Närmaste större samhälle är Kónitsa, 9,5 km norr om Pápigkon. Trakten runt Pápigkon består till största delen av jordbruksmark.
Medelhavsklimat råder i trakten. Årsmedeltemperaturen i trakten är 9 °C. Den varmaste månaden är juli, då medeltemperaturen är 21 °C, och den kallaste är december, med −2 °C. Genomsnittlig årsnederbörd är 1 447 millimeter. Den regnigaste månaden är december, med i genomsnitt 226 mm nederbörd, och den torraste är augusti, med 20 mm nederbörd.

## Personer från Pápigkon
- Michael Anagnos (1837–1906), amerikansk-grekisk blindpedagog.